# Investigación Jilotzingo
Investigación Jilotzingo es el nombre de una investigación periodística hecha por la organización Mexicanos Contra la Corrupción y la Impunidad (MCCI), sobre el proyecto inmobiliario Bosque Diamante que pretendía deforestar 200 mil árboles para construir viviendas y un desarrollo comercial en el municipio mexiquense de Jilotzingo. La investigación fue publicada por el periódico Reforma el 24 de enero de 2019. 

## Antecedentes
Bosque Diamante es un proyecto inmobiliario que pretendía construir 19 mil 985 viviendas y un desarrollo comercial de 12 hectáreas en un terreno de 238 hectáreas en el municipio de Jilotzingo,  para hacerlo deforestaría 186,504 árboles de encino del bosque en la Sierra del Monte Alto.
En agosto de 2017 pobladores de San Miguel Tecpan, Santa María Mazatla, San Luis Ayuca y Espíritu Santo denunciaron que la Secretaría de Desarrollo Urbano y Metropolitano del Estado de México había dado la autorización para llevar a cabo el conjunto urbano, promovido por Ricardo Funtanet Mange y Alejandro Eugenio Pérez Teuffer Fournier de la empresa Bosque Avivia 58, el cual afectaría más de mil 500 especies de plantas y animales de la zona.
En el bosque Sierra del Monte Alto cohabitan más de 500 especies de plantas, hongos, animales y microorganismos; especies endémicas y en categoría de riesgo de acuerdo a la NOM-059 (2010) como: ajolote de las montañas, camaleón, laurel silvestre, madroño, gorrión serrano, codorniz-coluda neovolcánica, salamandra pinta, culebra de agua, ranita de monte, entre otras.
Especialistas iniciaron una petición en la plataforma Change.org para echar atrás el proyecto, para mayo de 2019 suma 192.272 firmas con el nombre No Deforestación X Residencial Bosque Diamante.

## Investigación
La investigación a cargo de Marcela Nochebuena puso en evidencia que los hermanos Funtanet Mange, cercanos al grupo político de Atlacomulco, obtuvieron los permisos necesarios para transformar un bosque de encino en el mayor desarrollo inmobiliario en el Estado de México, un mes de que Eruviel Ávila dejara de ser gobernador, en agosto de 2017. En octubre de 2018 comenzó discretamente la tala de árboles en el camino Espíritu Santo-Chiluca.
Francisco Javier Funtanet Mange fue secretario de Desarrollo Económico en la administración del gobernador Arturo Montiel y diputado local del Partido Verde Ecologista de México durante la gubernatura de Enrique Peña Nieto, en ese periodo presidió la Comisión de Protección Ambiental.
El proyecto inmobiliario no sólo se benefició con la rápida entrega de los permisos para su construcción, el conjunto contemplaba una salida directa a la autopista, la cual se empezó a construir a principios de 201, para conectar al municipio de Atizapán con Atlacomulco.

La Secretaría de Medio Ambiente y Recursos Naturales autorizó el proyecto y la tala de 186 mil 504 árboles de 13 especies diferentes a cambio de pagar una compensación económica de 21 millones 947 mil 77 pesos (el proyecto inmobiliario tenía un valor estimado de 10 mil 200 millones de pesos) y la reforestación de 237 hectáreas con especies nativas en el Parque Nevado de Toluca, a 74 kilómetros de Jilotzingo.
Además se autorizó el desarrollo sin tomar en cuenta alertas del Instituto Nacional de Ecología en donde se califica de “muy crítico” el escenario en la región donde están los terrenos de Bosque Diamante y, por lo tanto, se establece que la política ambiental debe ser de aprovechamiento sustentable, protección, restauración y preservación.
Según la investigación de MCCI el 80% del territorio de Jilotzingo se compone de áreas naturales protegidas, entre ellas, la reserva natural Espíritu Santo, la construcción de Bosque Diamante podría haber causado la fragmentación de la biodiversidad del lugar y la pérdida de especies catalogadas en alto riesgo. 

## Consecuencias
Gracias al litigio estratégico de MCCI, pobladores de Jilotzingo promovieron un amparo en contra de las autorizaciones para la construcción del proyecto Bosque Diamante, el 8 de febrero de 2019 el Juez Décimo de Distrito en Naucalpan otorgó la suspensión definitiva para evitar que se continúe la tala de árboles en el predio donde se desarrollaba el proyecto.